# 武庫村
武庫村（むこむら）は、兵庫県武庫郡にあった村。現在の尼崎市北西部および西宮市田近野町、阪神競馬場の東から阪急神戸本線・武庫之荘駅周辺にかけての地域にあたる。

## 地理
- 河川：武庫川

## 歴史
- 1889年（明治22年）4月1日 - 町村制の施行により、武庫郡常吉村・常松村・時友村（飛地を除く）・友行村・東武庫村・西武庫村・生津村・西富松村・守部村・西昆陽村（飛地を除く）・武庫庄村・川辺郡寺本村（飛地）の区域をもって発足。大字常吉に村役場を設置。
- 1907年（明治40年） - 大字東武庫に村役場を移転。
- 1942年（昭和17年）2月11日 - 尼崎市に編入。同日武庫村廃止。
- 1969年（昭和44年） - 西昆陽字田近野（武庫川西岸）が西宮市に編入されて、同市田近野町となる。

## 行政
村長
- 西村孫一郎[2]
- 松本四郎兵衛[2]
- 西村久一郎[2]
- 岡治龍蔵[2]
- 小西甚平[2]
- 西村久一郎[2]
- 松村四郎兵衛[2]
- 氏丸正吉[2]
- 松村四郎兵衛[2]
- 髙寺委松[2]
- 氏丸正吉[2]
- 西村藤兵衛[2]
- 櫻井米次郎[2]
- 田近勇蔵[2]

## 経済
農業
『大日本篤農家名鑑』によれば武庫村の篤農家は、「西村久市郎、高寺伊三郎、松本四郎兵衛、東半兵衛、藤本安五郎、氏丸種次郎、氏丸善蔵」などである。

## 交通

### 鉄道路線
- 阪神急行電鉄（現・阪急電鉄）
  - 神戸本線
    - 武庫之荘駅（1937年10月20日開業のため、武庫村の駅として存在した期間はわずか4年余りであった）

現在は旧村域を山陽新幹線が通過するが、当時は未開業。